# Cyperus dregeanus
Cyperus dregeanus är en halvgräsart som beskrevs av Carl Sigismund Kunth. Cyperus dregeanus ingår i släktet papyrusar, och familjen halvgräs. Inga underarter finns listade i Catalogue of Life.